# Urs Fischer
Urs Fischer (Zürich, 20 februari 1966) is een voormalig profvoetballer uit Zwitserland, die speelde als verdediger. Hij speelde in totaal vier officiële interlands voor zijn vaderland Zwitserland. Na zijn actieve carrière stapte hij het trainersvak in. Sinds 2018 was hij hoofdcoach van 1. FC Union Berlin, waarmee hij naar de Bundesliga promoveerde. Op woensdag 15 november 2023 werd bekendgemaakt dat Union Berlin het contract van de trainer heeft ontbonden. 

## Erelijst
FC Zürich
- Zwitserse beker

2000